# Campeonato navarro del Cuatro y medio 2017
La XIX edición del Campeonato navarro del Cuatro y Medio, competición de pelota vasca en la variante de pelota mano profesional de primera categoría, se está disputando en el año 2017. Es organizada conjuntamente por Asegarce y ASPE, las dos principales empresas dentro del ámbito profesional de la pelota mano. Es la segunda edición tras la inclusión de pelotaris no navarros en la competición. 

## Pelotaris
| - Pelotaris de Asegarce: - Artola - Bengoetxea VI - Laso - Olaizola II - Urrutikoetxea |  | - Pelotaris de ASPE: - Altuna III - Elezkano II - Ezkurdia - Jaka - Irribarria - Mendizabal III (1) |

(1) Entra por lesión de Julen Retegi.

## Dieciseisavos de final
| Fecha    | Frontón y localidad      | Rojo   | Azul | Tanteo |
| -------- | ------------------------ | ------ | ---- | ------ |
| 27/05/17 | Frontón Labrit, Pamplona | Artola | Laso | 22-13  |

### Octavos de final
| Fecha    | Frontón y localidad        | Rojo            | Azul       | Tanteo |
| -------- | -------------------------- | --------------- | ---------- | ------ |
| 10/06/17 | Frontón Antzizar, Beasáin  | Olaizola II     | Artola     | 22-16  |
| 18/06/17 | Frontón Antzizar, Beasáin  | Altuna III      | Irribarria | 22-5   |
| 25/06/17 | Frontón Uarkape, Mondragón | Mendizabal III* | Jaka       | 22-5   |

### Cuartos de final
| Fecha    | Frontón y localidad        | Rojo           | Azul        | Tanteo |
| -------- | -------------------------- | -------------- | ----------- | ------ |
| 24/06/17 | Frontón Municipal, Musques | Bengoetxea VI  | Olaizola II | 18-22  |
| 25/06/17 | Frontón Astelena, Éibar    | Elezkano II    | Altuna III  | 17-22  |
| 29/06/17 | Frontón Trobika, Munguía   | Mendizabal III | Ezkurdia    | 19-22  |

### Semifinales
| Fecha    | Frontón y localidad       | Rojo        | Azul          | Tanteo |
| -------- | ------------------------- | ----------- | ------------- | ------ |
| 01/07/17 | Frontón Uranzu, Irún      | Olaizola II | Urrutikoetxea | 22-16  |
| 02/07/17 | Frontón Municipal, Sopela | Ezkurdia    | Altuna III    | 13-22  |

### Final
| Fecha    | Frontón y localidad      | Rojo        | Azul       | Tanteo |
| -------- | ------------------------ | ----------- | ---------- | ------ |
| 07/07/17 | Frontón Labrit, Pamplona | Olaizola II | Altuna III | 22-18  |

- Datos: Q30909083